# Anna di Veldenz
Anna di Veldenz, in lingua tedesca Anna von Veldenz (... verso il 1390 – Wachenheim, 18 novembre 1439), fu una contessa della seconda dinastia dei conti di Veldenz.

## Biografia
Anna era una discendente del conte Giorgio I di Veldenz († 1347) e figlia-erede del suo prozio Federico III, ultimo conte di Veldenz della dinastia dei Signori di Geroldseck, marito di Margherita di Nassau-Saarbrücken. Suo zio, Johann von Veldenz († 1434), fu abate dell'abbazia di Wissembourg in Alsazia.

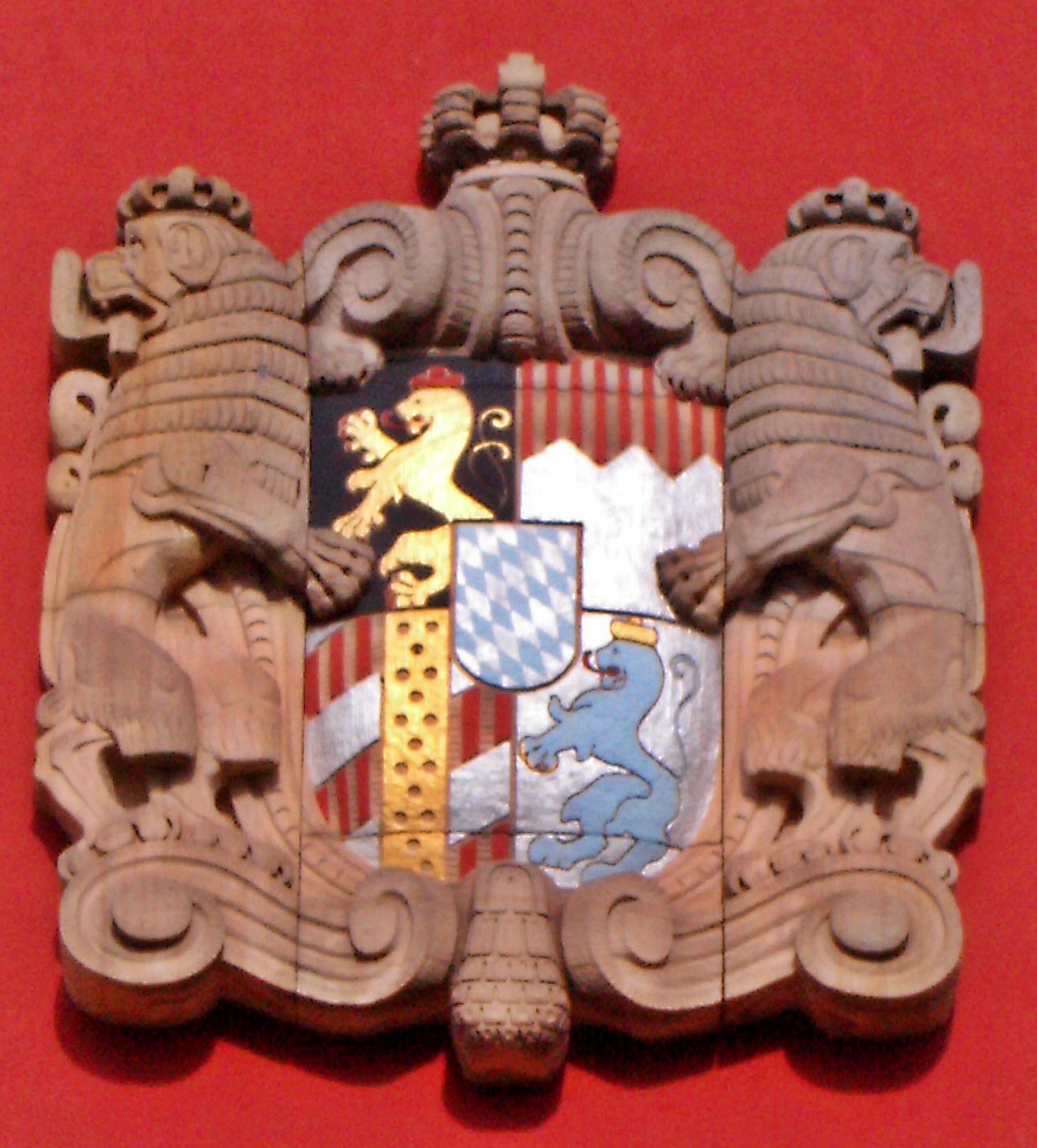
Arme del regno di Baviera con il leone azzurro dei Veldenz

Sposò nel 1409 il conte palatino Stefano del Palatinato-Simmern-Zweibrücken, per cui la contea di Veldenz passò al ducato del Palatinato-Zweibrücken. Anna portò nel matrimonio anche la metà dei diritti sull'indivisa contea di Sponheim, che nel 1437 era entrata a far parte del patrimonio dei conti di Veldenz; già con il trattato di Sponheim (1425) ciò era stato previsto dal conte Giovanni V di Sponheim.
Anche il suo figlio più anziano, Federico I ricevette parte di Sponheim e il fratello di Federico, Luigi I l'effettiva contea di Veldenz. Grazie ad Anna il Leone dei Veldenz divenne parte dell'arme del regno di Baviera, quando un suo successore nel XIX secolo salì al trono.
Anna morì sulla Wachtenburg, a Wachenheim nel Palatinato Anteriore, ove spesso ella risiedeva. Questa rocca fu distrutta nel 1461, precedente dell'attuale chiesa del castello di Meisenheim. Colà si trovò nel 1988 una parte della lapide della sua tomba, che fu posta sulla parete sud della navata centrale.

## Discendenza
Dal matrimonio con Stefano Anna ebbe:
- Anna (1413 –1455);
- Margherita (1416 –1426);
- Elsa (1420–1480), andata sposa a Michele di Corvey;
- Federico I, conte palatino di Simmern dal 1459 al 1480;
- Roberto, vescovo di Strasburgo dal 1440 al 1478;
- Stefano (1421 – 1485), canonico a Strasburgo, Magonza, Colonia, Spira e Liegi;
- Luigi, conte palatino e duca di Zweibrücken e di Veldenz dal 1444–1489;
- Giovanni (1429–1475), amministratore apostolico di Münster dal 1457 al 1465 e arcivescovo di Magdeburgo dal 1465 al 1475.

## Antenati
| Ascendenza della contessa Anna di Veldenz | Ascendenza della contessa Anna di Veldenz                                                    | Ascendenza della contessa Anna di Veldenz                                                                   | Ascendenza della contessa Anna di Veldenz                                                   | Ascendenza della contessa Anna di Veldenz                                                   | Ascendenza della contessa Anna di Veldenz | Ascendenza della contessa Anna di Veldenz |
| ----------------------------------------- | -------------------------------------------------------------------------------------------- | --- | ------------------------------------------------------------------------------------------- | ------------------------------------------------------------------------------------------- | ----------------------------------------- | ----------------------------------------- |
| Bisnonni                                  | conte Enrico II di Veldenz († 1378) che sposò la contessa Agnese di Sponheim-Kreuznach († ?) | conte Giovanni III di Sponheim-Starkenburg († 1398) che sposò la contessa Mechtilde del Palatinato († 1375) | conte Gerlach I di Nassau-Wiesbaden che sposò la marchesa Agnese di Hessen († 1332)         | conte Giovanni II di Saarbrücken († 1381) che sposò la contessa Ghislette von Bar († ?)     |                                           |                                           |
| Nonni                                     | conte Enrico III di Veldenz († 1389) ∞ contessa Loretta di Sponheim-Starkenburg († ?)        | conte Enrico III di Veldenz († 1389) ∞ contessa Loretta di Sponheim-Starkenburg († ?)                       | conte Giovanni I di Nassau-Weilburg ∞ contessa Giovanna di Saarbrücken († 1381)             | conte Giovanni I di Nassau-Weilburg ∞ contessa Giovanna di Saarbrücken († 1381)             |                                           |                                           |
| Genitori                                  | conte Federico III di Veldenz († 1444) ∞ contessa Margherita di Nassau-Saarbrücken († 1427)  | conte Federico III di Veldenz († 1444) ∞ contessa Margherita di Nassau-Saarbrücken († 1427)                 | conte Federico III di Veldenz († 1444) ∞ contessa Margherita di Nassau-Saarbrücken († 1427) | conte Federico III di Veldenz († 1444) ∞ contessa Margherita di Nassau-Saarbrücken († 1427) |                                           |                                           |
| contessa Anna di Veldenz                  |                                                                                              | |                                                                                             |                                                                                             |                                           |                                           |